# Akalabeth: World of Doom
Akalabeth: World of Doom est un jeu de rôle vidéo créé par Richard Garriott en 1979 sur Apple II. D’abord publié par Richard Garriott lui-même, le jeu est ensuite publié par la California Pacific Computer Company. Le jeu s’est vendu à environ 30 000 exemplaires, rapportant environ 150 000 dollars à Richard Garriot qui est alors encore à l’université,. Akalabeth: World of Doom est considéré comme un des premiers exemples de jeu vidéo de rôle sur ordinateur et inclut la plupart des fonctionnalités présentes dans les jeux plus récent du même genre, dont la possibilité de choisir un personnage, les caractéristiques de celui-ci, une boutique permettant d’acheter des armes et des armures, un système de niveau basé sur l’accumulation de points d’expériences et des monstres dont la puissance croit au fur et à mesure de la progression du joueur dans le jeu. Son succès a provoqué l'émergence de la très populaire série Ultima, ce qui lui vaut d'être désigné sous le terme Ultima 0, et du studio Origin Systems fondé par Richard Garriott en 1983.
Initialement publié sur Apple II, le jeu a bénéficié d'une version DOS publiée au sein de la compilation Ultima Collection en 1998.

## Origine
Akalabeth fut créé à l’été 1980 par Richard Garriott, alors adolescent, en langage BASIC pour l’Apple II tandis qu’il travaillait dans un magasin Computerland d’Austin, au Texas (certaines sources — Garriott inclus — affirment que le jeu fut créé en 1979, mais les premières éditions mentionnent cependant 1980 comme date de publication). Garriott distribua brièvement le jeu lui-même dans des sacs plastiques, avant que California Pacific Computer Company n’en acquière les droits et le publie.
En créant Akalabeth, Garriott s’est principalement inspiré du jeu de rôle Donjons et Dragons et des œuvres de J. R. R. Tolkien. Le jeu essaye de reproduire une partie de jeu de rôle sur un ordinateur, où le joueur se voit confier par un certain Lord British des quêtes en vue de tuer une suite de dix monstres de plus en plus difficiles à vaincre.
Le nom dérive de « Akallabêth » la quatrième partie du Silmarillion de J.R.R Tolkien (bien que Garriott l’ait à l’origine appelé « D&D28b », le 28e jeu inspiré par Donjons et Dragon qu’il ait programmé).

## Présentation
La majorité du jeu se déroule dans un souterrain tracé en perspective subjective en fil-de-fer, tandis qu’une carte du monde très dépouillée et un peu de texte complètent le reste de l’aventure.
Au vu des jeux actuels, Akalabeth semble un jeu simpliste et ses graphismes sont totalement dépassés, mais il reçut une certaine attention de la part des joueurs quand il fut publié. Les graphismes étaient plus qu’acceptables pour l’époque et Garriott vendit plusieurs dizaines de milliers d’exemplaires d’Akalabeth, chaque copie lui rapportant 5$ alors qu’il étudiait toujours au lycée.
Comme Akalabeth était écrit en BASIC interprété, il était très simple pour un joueur d’en modifier le code pour satisfaire ses envies, changer les statistiques de son personnage, ses objets, etc.

## Lien avecUltima
Bien que cela ne soit pas déclaré explicitement, Akalabeth est considéré comme le tout premier jeu de la série Ultima. Le jeu fut ainsi inclus dans la compilation Ultima Collection pour PC publiée en 1998 où il fut officiellement surnommé Ultima 0. Cette version possède des graphismes CGA 4 couleurs et une musique MIDI et fut le premier port officiel du jeu sur un autre système que l’Apple II (une version non officielle faite par un fan circule cependant sur Internet depuis 1995).